# Składowa stała
Dowolny sygnał {\displaystyle x(t)} można rozłożyć na sumę składowej stałej oraz składowej zmiennej.
Składowa stała sygnału to jego wartość średnia:
{\displaystyle {\bar {x}}=\lim _{\epsilon \rightarrow \infty }{\frac {1}{\epsilon }}\int _{-\epsilon /2}^{\epsilon /2}x(t)\ dt.}
Dla sygnałów okresowych obliczanie składowej stałej można uprościć:
{\displaystyle {\bar {x}}={\frac {1}{T}}\int _{-T/2}^{T/2}x(t)\ dt,}
gdzie {\displaystyle T} jest okresem.
Składowa zmienna to różnica pomiędzy sygnałem całkowitym a jego składową stałą:
{\displaystyle {\tilde {x}}(t)=x(t)-{\bar {x}}.}